# Antena 2 (Portugal)
Antena 2 ist ein Hörfunksender in Portugal. Es ist der Kultursender des Radioprogramms der öffentlich-rechtlichen Rundfunkgesellschaft Rádio e Televisão de Portugal (RTP). Das Programm ist vor allem auf Klassische Musik und Jazz ausgerichtet, mit gelegentlichem Augenmerk auf Weltmusik und auf andere Kulturbereiche, vor allem Literatur. Dazu sind auch Reportagen und Interviews Teil des Programms.
Der Sender ging erstmals am 2. Mai 1948 auf Sendung. 2011 startete der Sender seinen zusätzlichen Internet-Radiosender Antena 2 Ópera, der sich vornehmlich den Opern widmet.

## Regionale Frequenzen
Antena 2 ist in allen Landesteilen Portugals zu empfangen, auf folgenden Frequenzen:

### Kontinentalportugal
- Distrikt Aveiro: 89,3 FM (Sender Lousã) / 95,2 FM (Sender Arestal)
- Distrikt Beja: 91,1 FM (Sender Mendro) / 92,2 FM (Sender Mértola)
- Distrikt Braga: 88,0 FM (Sender Braga) / 94,6 FM (Sender Muro) / 92,2 (Sender Rendufe)
- Distrikt Bragança: 98,2 FM (Sender Bragança) / 91,1 FM (Sender Bornes) / 95,7 FM (Sender Miranda do Douro)
- Distrikt Castelo Branco: 93,9 FM (Sender Gardunha) / 94,9 FM (Sender Castelo Branco)
- Distrikt Coimbra: 88,3 FM (Sender Coimbra) / 89,3 FM (Sender Lousã)
- Distrikt Évora: 93,2 FM (Sender Elvas) / 91,1 FM (Sender Mendro) / 95,0 FM (Sender Serra de Ossa)
- Distrikt Faro: 93,4 FM (Sender Faro) / 91,5 FM (Sender Monchique) / 91,5 FM (Sender Alcoutim)
- Distrikt Guarda: 88,4 FM (Sender Guarda) / 93,4 FM (Sender Marofa) / 91,6 FM (Sender Manteigas)
- Distrikt Leiria: 104,2 FM (Sender Leiria (Maunça)) / 89,3 FM (Sender Lousã) / 88,7 FM (Sender Montejunto)
- Distrikt Lissabon: 94,4 FM (Sender Monsanto) / 88,9 FM (Sender Banática) / 88,7 FM (Sender Montejunto) / 96,0 FM (Sender Janas)
- Distrikt Portalegre: 92,9 FM (Sender Portalegre) / 93,2 FM (Sender Elvas) / 99,6 FM (Sender Montargil)
- Distrikt Porto: 92,5 FM (Sender Monte da Virgem) / 94,6 FM (Sender Muro) / 99,8 FM (Sender Marão)
- Distrikt Santarém: 88,7 FM (Sender Montejunto)
- Distrikt Setúbal: 94,4 FM (Sender Monsanto) / 99,7 FM (Sender Tróia) / 90,6 FM (Sender Grândola)
- Distrikt Viana do Castelo: 94,6 FM (Sender Muro) / 88,0 FM (Sender Moledo) / 89,6 FM (Sender Valença) / 88,0 FM (Sender Paredes de Coura)
- Distrikt Vila Real: 99,8 FM (Sender Marão) / 88,0 FM (Sender Minhéu) / 89,3 FM (Sender São Domingos)
- Distrikt Viseu: 89,3 FM (Sender Lousã) / 106,8 FM (Sender Gravia) / 97,5 FM (Sender Viseu) / 89,3 FM (Sender São Domingos)

### Inseln
- Autonome Region Azoren:
  - Insel Corvo: 97,4 FM (Sender Monte das Cruzes) / 91,9 FM (Sender Morro Alto)
  - Insel Faial: 105,8 FM (Sender Cabeço Gordo) / 101,4 FM (Sender Espalamaca) / 92,9 FM (Sender Cabeço Verde) / 93,2 FM (Sender Macela)
  - Insel Flores: 103,7 FM (Sender Fajãzinha) / 97,0 FM (Sender Lajes das Flores) / 97,4 FM (Sender Monte das Cruzes) / 91,9 FM (Sender Morro Alto)
  - Insel Graciosa: 98,9 FM (Sender Sta. Bárbara) / 105,8 FM (Sender Cabeço Gordo)
  - Insel Pico: 97,5 FM (Sender Arrife) / 93,5 FM (Sender Lajes do Pico) / 107,5 FM (Sender Pico do Geraldo) / 98,9 FM (Sender Sta. Bárbara) / 105,8 FM (Sender Cabeço Gordo) / 93,2 FM (Sender Macela)
  - Insel São Jorge: 93,2 FM (Sender Macela) / 98,9 FM (Sender Sta. Bárbara) / 105,8 FM (Sender Cabeço Gordo)
  - Insel São Miguel: 101,3 FM (Sender Furnas) / 105,2 FM (Sender Mosteiros) / 95,8 FM (Sender Nordeste) / 91,8 FM (Sender Nordestinho) / 89,9 FM (Sender Pico Bartolomeu) / 101,7 FM (Sender Pico da Barrosa) / 100,8 FM (Sender Ponta Delgada) / 97,2 FM (Sender Povoação) / 98,9 FM (Sender Sta. Bárbara) / 103,3 FM (Sender Cascalho Negro)
  - Insel Santa Maria: 101,7 FM (Sender Pico da Barrosa)
  - Insel Terceira: 98,9 FM (Sender Sta. Bárbara) / 101,7 FM (Sender Pico da Barrosa) / 89,2 FM (Sender Serra do Cume)

- Autonome Region Madeira:
  - Insel Madeira
  - 91,0 FM (Sender Achadas da Cruz)
  - 99,4 FM (Sender Cabo Girão)
  - 99,0 FM (Sender Caniço)
  - 106,3 FM (Sender Gaula)
  - 102,4 FM (Sender Funchal (Monte))
  - 88,4 FM (Sender Pico do Areeiro)
  - 103,3 FM (Sender Porto Santo)
  - 102,4 FM (Sender Santa Clara)
  - Insel Porto Santo
  - 103,3 FM (Sender Porto Santo)